# Kościół św. Ludwika w Ludwigshafen am Rhein
Kościół św. Ludwika (niem. Kirche St. Ludwig) – rzymskokatolicka świątynia znajdująca się w niemieckim mieście Ludwigshafen am Rhein, w kraju związkowym Nadrenia-Palatynat.

## Historia
Gdy w latach 50. XIX wieku rosła liczba ludności Ludwigshafen, w mieście nie znajdował się żaden kościół katolicki, a wierni musieli udawać się do pobliskich parafii Friesenheim i Mundenheim. Z czasem nabożeństwa odprawiano w domach prywatnych, a następnie w tzw. kościele symultanicznym, przekształconym w późniejszych latach w synagogę. Kamień węgielny pod budowę świątyni wmurowano w roku 1858, we wrześniu 1860 zawieszono wiechę, a w 1862 konsekrowano ukończony budynek oraz poświęcono dzwon. Projektantem kościoła był Heinrich Hübsch. Wieże ukończono 20 lat po konsekracji. Podczas I wojny światowej zarekwirowano kościelne dzwony, pozostawiając jedynie największy. Wskutek eksplozji w Oppau w 1921 roku zniszczone zostały okna oraz piszczałki organowe. W 1930 wymieniono pokrycie dachu, a w 1933 zakupiono nowe organy. W 1942 dzwony ponownie zarekwirowano na cele wojenne, a korpus nawowy został zniszczony podczas bombardowania w 1945 roku. W 1951 rozpoczęto odbudowę, wiechę zawieszono w maju 1953.

## Architektura
Kościół trójnawowy, modernistyczny, o układzie bazylikowym, z dwiema neoromańskimi, 54-metrowymi wieżami. Korpus nawowy został wzniesiony z czerwonego piaskowca. Na wieżach świątyni zawieszonych jest łącznie 6 dzwonów – dwa większe (o wadze 1400 kg i 890 kg) wiszą w wieży południowej, a cztery mniejsze – w północnej.

## Galeria

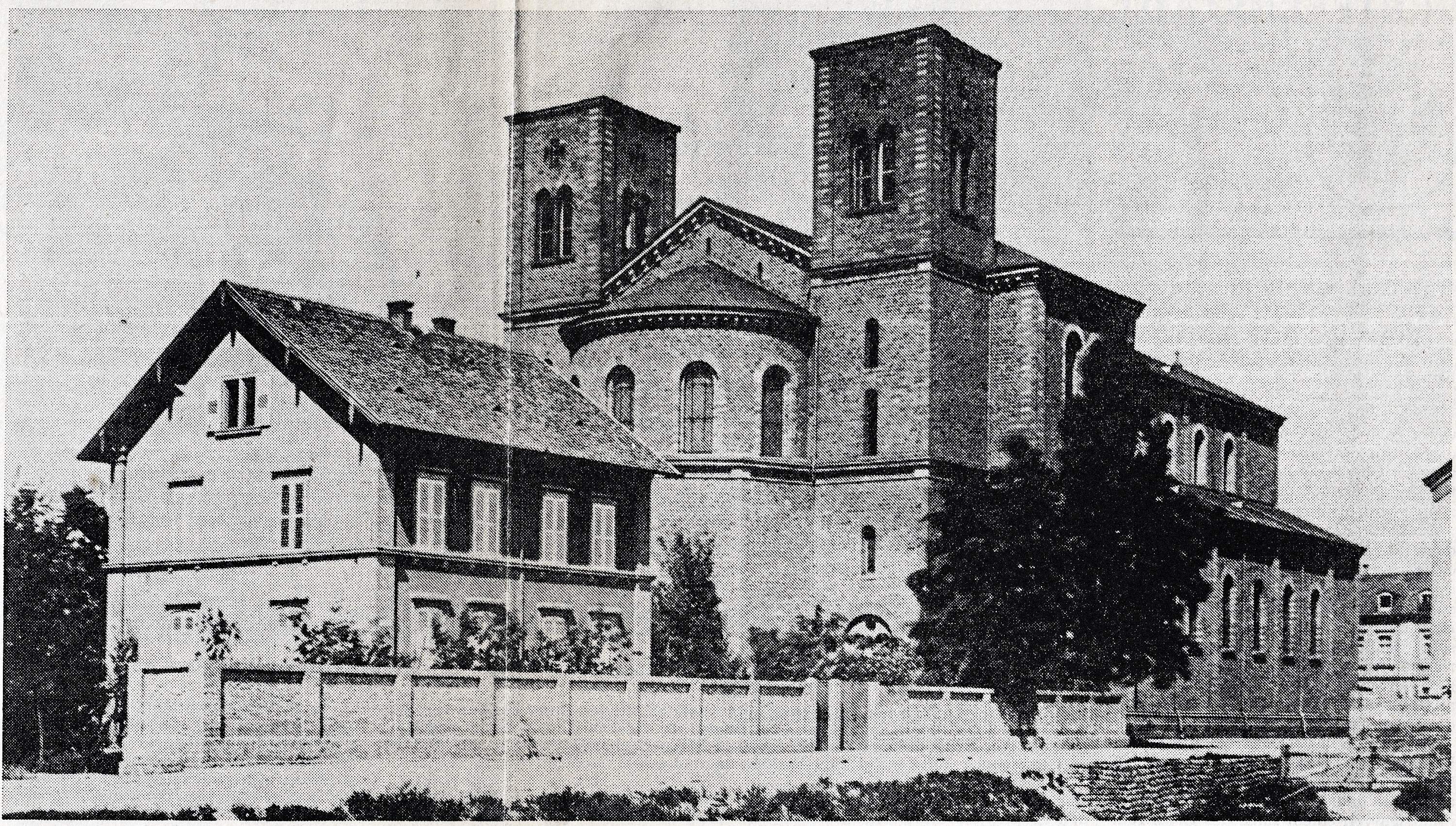
Kościół w 1880
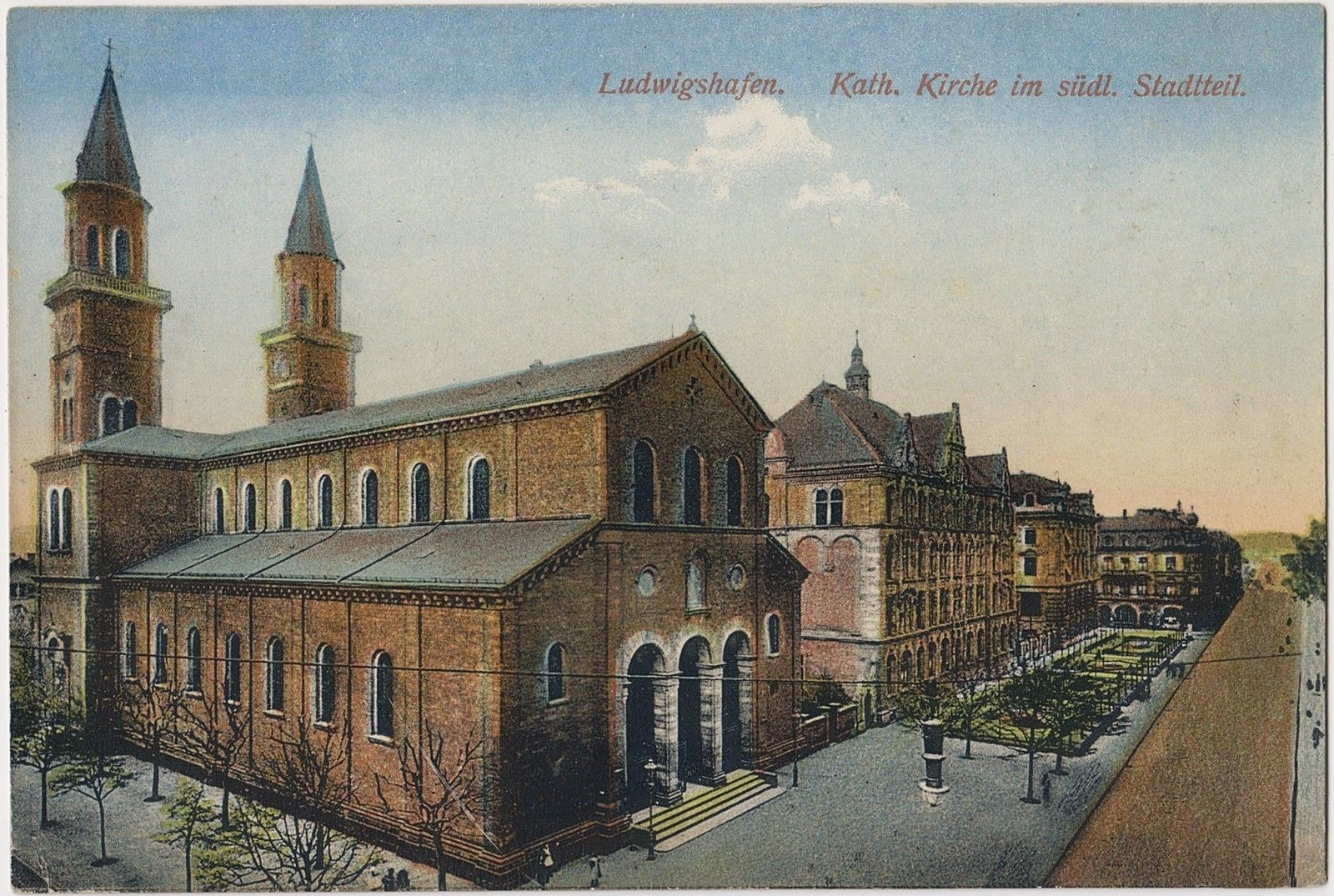
Kościół w 1905
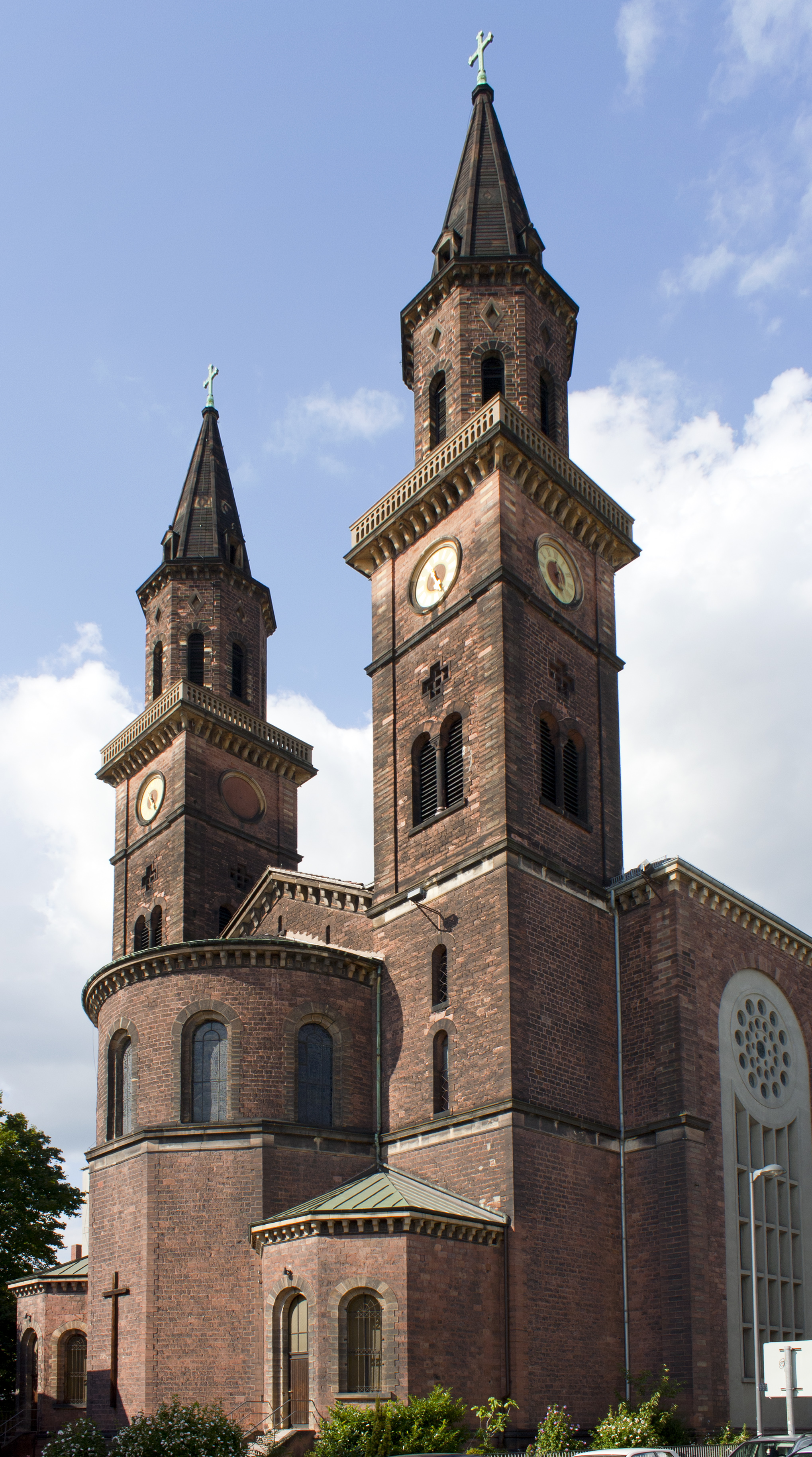
Absyda i wieże
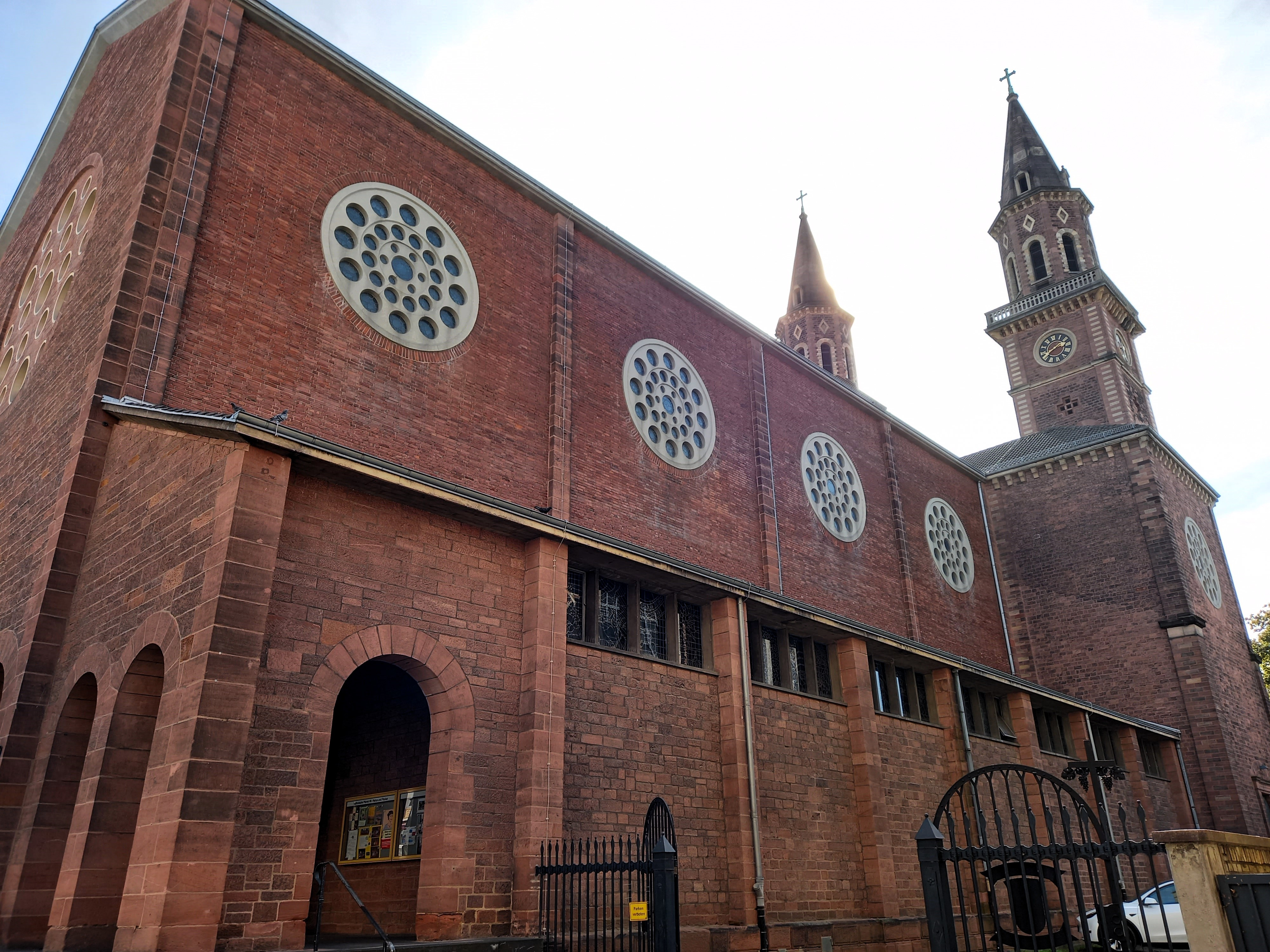
Widok z północy
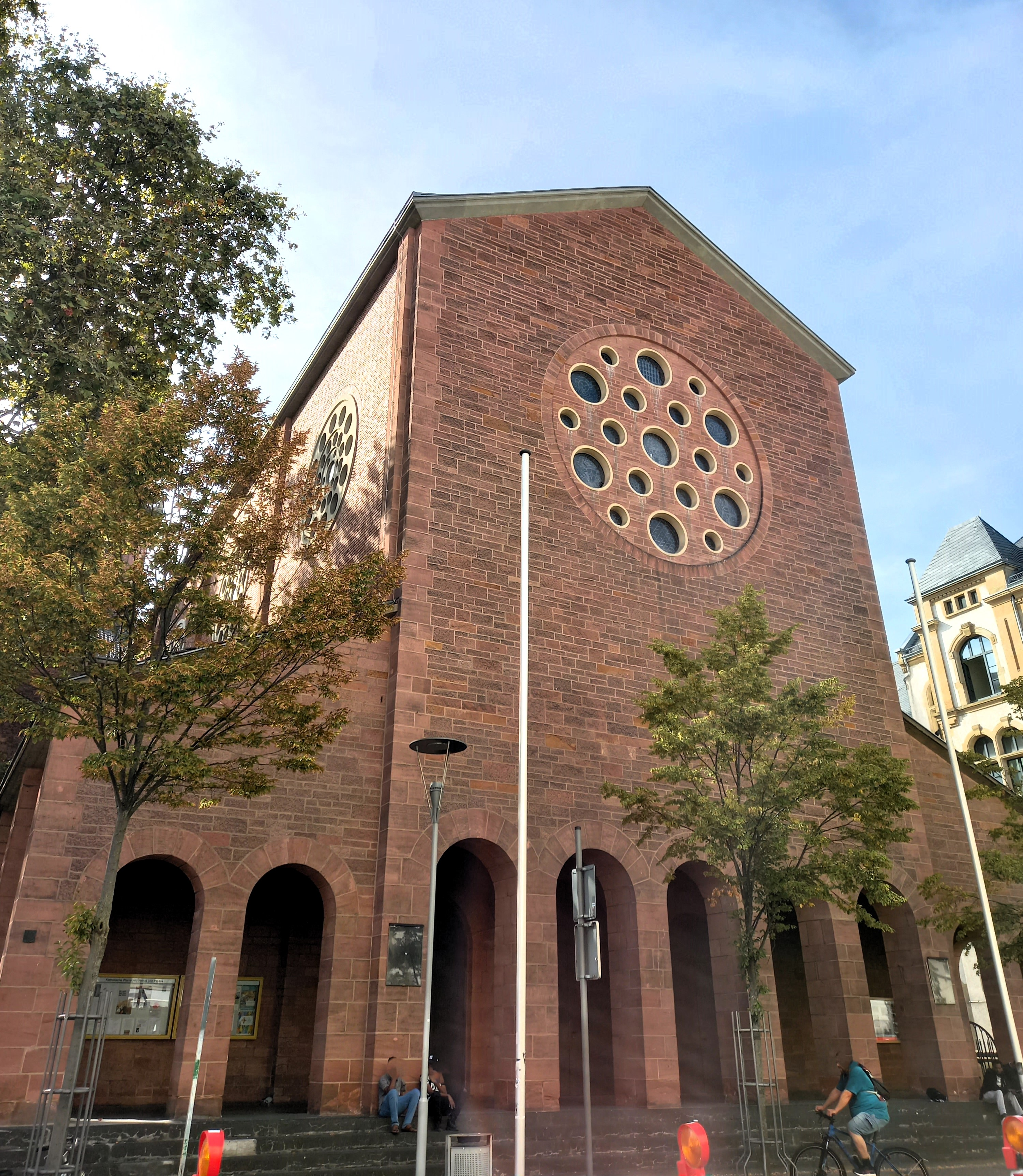
Fasada
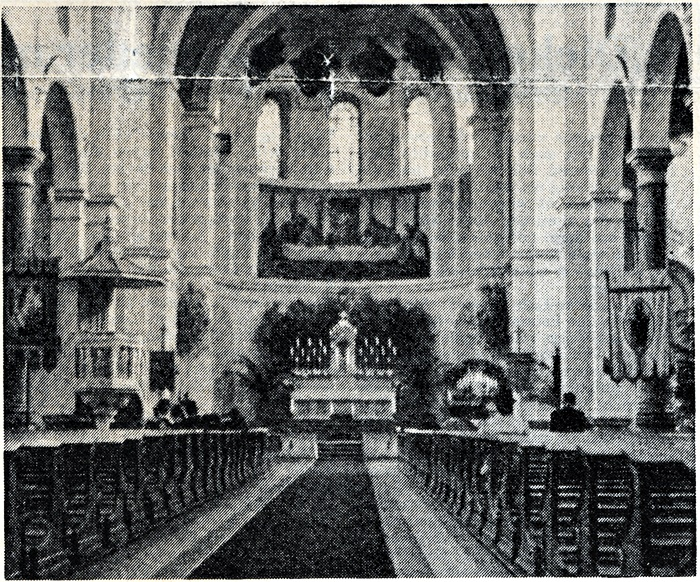
Wnętrze w 1915
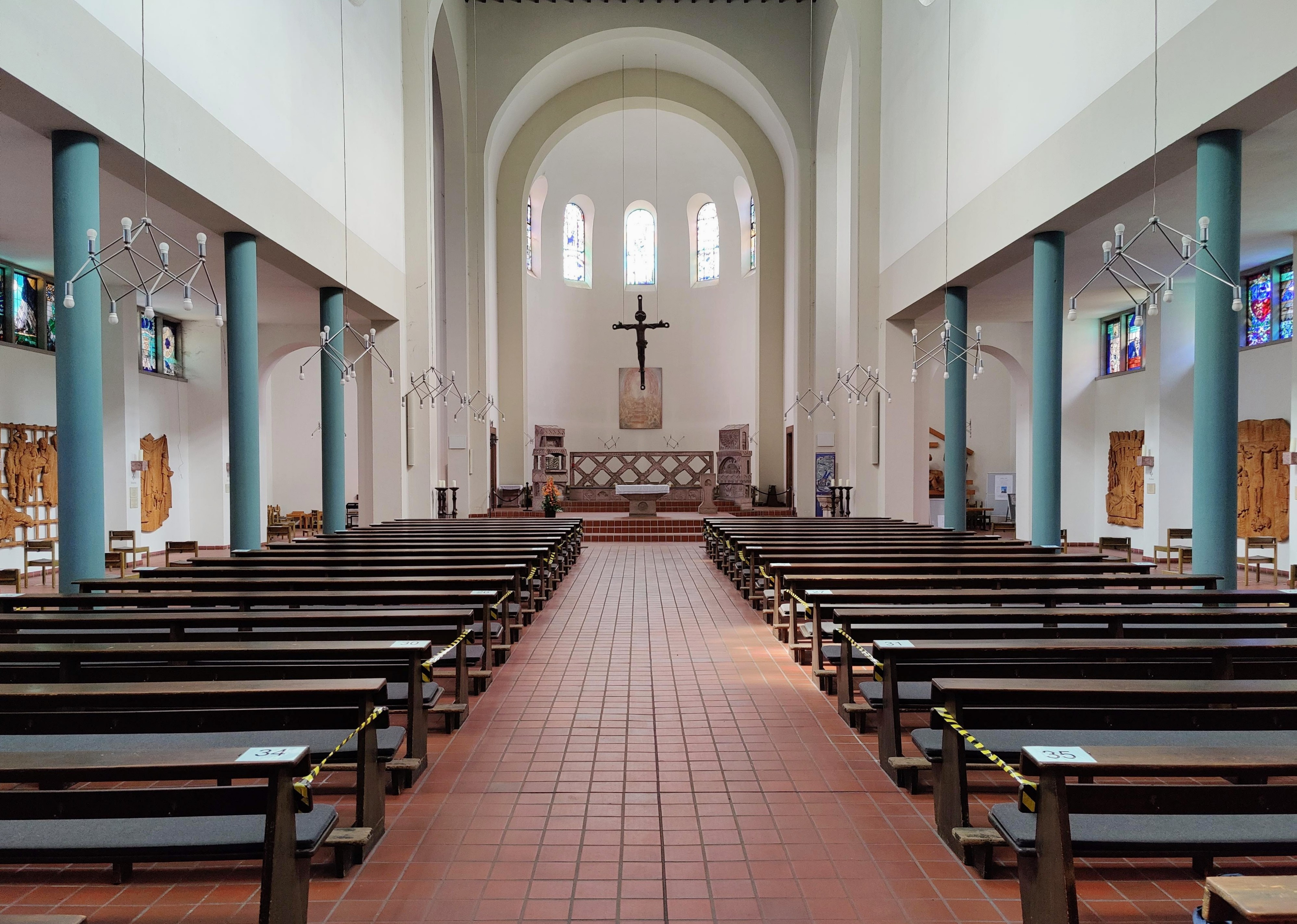
Wnętrze współcześnie
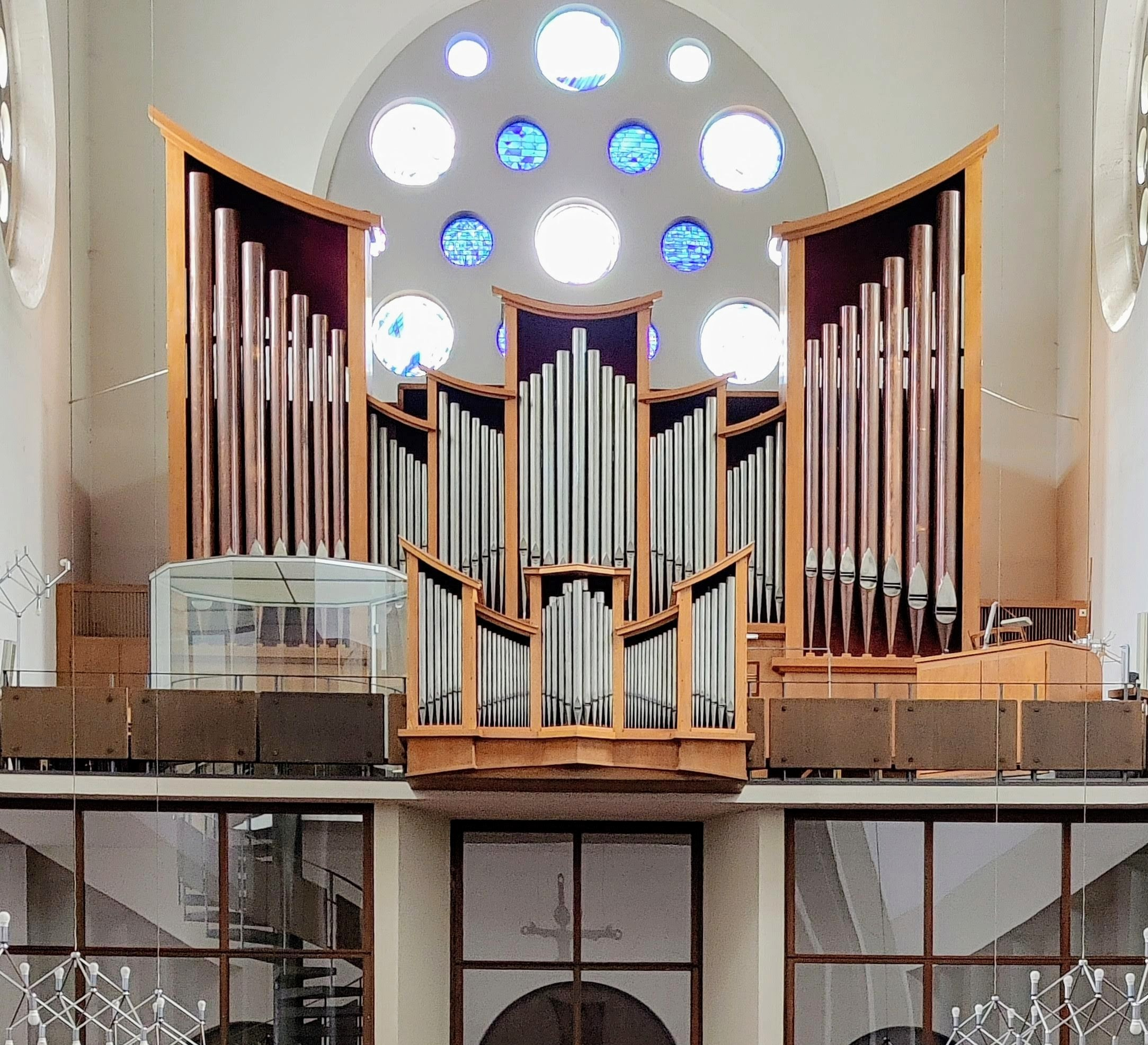
Organy